# Middleware RFID
El middleware RFID es una forma diferente de enfocar el clásico middleware conocido en el entorno informático. Así, debido al reciente[¿cuándo?] desarrollo exponencial de la tecnología RFID, las funciones del middleware RFID no se ajustan a las clásicas funciones informáticas de este tipo de interfaz por lo que compañías como Forrester Resarch, ABI Research y otras compañías han "consensuado" una definición de lo que se puede considerar un middleware destinado a la gestión de los eventos generados por un sistema RFID:

"El RFID Middleware es la plataforma existente entre los lectores de tags y los sistemas de gestión empresariales para trabajar, gobernar y enviar los datos captados por el hardware RFID."[cita requerida]

A diferencia del middleware clásico, el middleware RFID trabaja en un extremo de la red y mueve los datos en el mismo punto de las transacciones. Las funciones básicas del middleware RFID son la monitorización, la gestión de los datos y de los dispositivos. De hecho, extrae los datos del lector, los filtra, agrega la información y los dirige al sistema de gestión; este sistema de gestión puede ser un ERP o cualquier tipo de aplicación vertical (sistema de producción, almacén, etc.).

## Historia
No existe un registro histórico sobre el nacimiento y desarrollo de middleware RFID, pero si que se conoce las causas que lo hicieron desarrollarse, como que los sistemas informáticos existentes en el año 2000, no eran capaces de procesar el "torrente" de información que generaba un sistema RFID, sistemas capaces de leer más de 300 eventos por segundo. Si la ventaja del RFID era poder tomar decisiones "on edge", los sistemas informáticos existentes no eran capaces de dar respuesta eficiente a 300 lecturas en 1-2 segundos.
Empresas como Oracle, Microsoft, SAP, IBM e Intel se dieron cuenta de la problemática y cada uno de ellos, dentro de su propio campo de actuación, fueron preparando las plataformas para que los desarrolladores en Middleware RFID pudieran crearlos y hacerlos comercialmente viables.

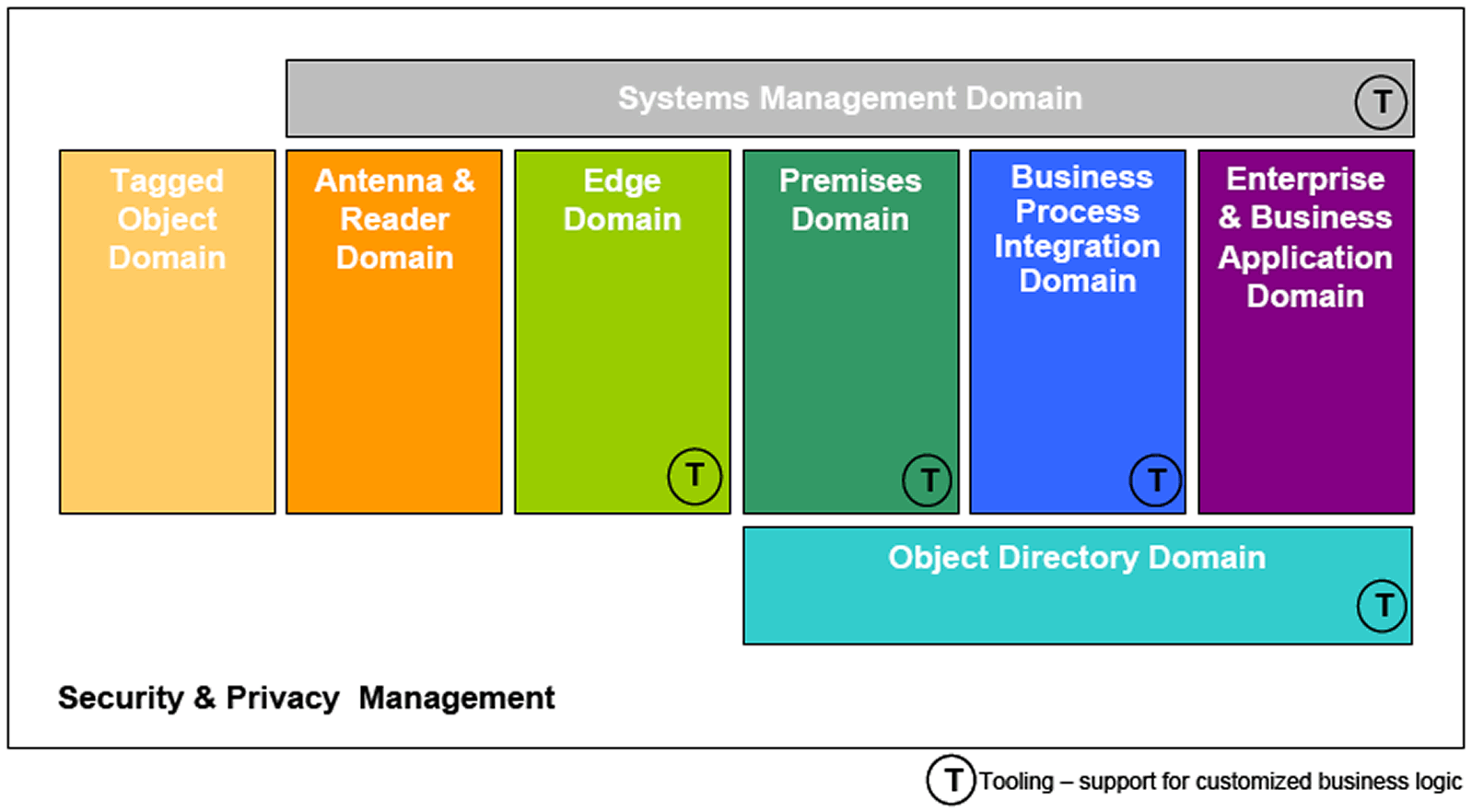
Middleware según EPC Global.

Viendo las dimensiones y el desarrollo del middleware destinado a gestionar los eventos RFID, EPC Global presentó una opción globalizada para la estructura que debería tener un Middleware RFID. Esta opción ha sido comúnmente aceptada y es la forma como debe estructurarse un middleware RFID para que un sistema de identificación de productos a través de dicha tecnología, tenga los resultados deseados.
EPC Global definió protocolos de comunicación entre las diferentes capas y a varios niveles que, aunque no es un imperativo legal, sí que es un sistema comúnmente aceptado en el mundo empresarial para poder intercambiar la información RFID a lo largo de la cadena de suministro.

## Desarrolladores de middleware RFID
Utilizando los modernos sistemas de desarrollo de software y las aportaciones de las compañías antes descritas, los middlewares para RFID pueden clasificarse como siguen:

### Fabricantes de middleware/servicios de integración
Los fabricantes especializados de middleware RFID podrían tener una ligera ventaja sobre otros jugadores del mercado, porque proyectan e integran productos y dispositivos RFID con un middleware específicamente pensado para gestionar un elevado volumen de eventos y datos, y están dirigidos a aplicaciones que afectan a toda la empresa.

### Fabricantes de aplicaciones
Estos fabricantes provienen principalmente del mercado de sistemas de gestión de almacenes y de la ejecución de la cadena de suministro. Los productos RFID son paquetizados o añadidos como módulos de soporte RFID que pueden ser adjuntados a la propia solución de software existente. En la mayoría de ocasiones son paquetes desarrollados por las empresas que directamente desarrollan el middleware, como en el apartado anterior.

### Fabricantes de ERP
Para los usuarios de RFID que recientemente han invertido en un nuevo sistema ERP, o bien que han mejorado una versión anterior, podría ser más fácil obtener un middleware RFID de su propio fabricante ERP. La mayor oportunidad para los fabricantes de ERPs nace del concepto de una plataforma para todas las aplicaciones corporativas con acceso a diferentes bases de datos y con una visión continua de esos datos a través de toda la empresa.

### Grandes integradores de sistemas
Casi todos los grandes integradores de sistemas están desarrollando una oferta RFID que incluyen servicios de integración de software y de soporte. Poner la responsabilidad de la integración y del desarrollo de los sistemas RFID en un partner solvente aporta algunos beneficios: Los integradores de sistemas que ofrecen experiencia en RFID, en la gestión de proyectos y en la reingeniería de procesos de negocio son quizá los que mejor pueden maximizar los beneficios en la aplicación de esta tecnología. En su defecto están la poca flexibilidad a la hora de trabajar con cualquier dispositivo RFID.

## Características de un buen Middleware RFID
Debido a que la RFID puede tener un desarrollo explosivo es necesario resolver, únicamente en el área del software, dos grandes problemáticas: recabar correctamente los datos de las etiquetas RFID y transportar los datos RFID a través de los diferentes sistemas de la empresa. VDC ha utilizado el término “agente urbano”, pero existe otra metáfora más apropiada para definir su papel, que proviene del mundo hidráulico: el middleware RFID proporciona al sistema la tubería que conecta los dispositivos de captura al sistema central; y debe ser capaz de “bombear” una elevada cantidad de datos a alta velocidad.
Gran parte de la oferta comercial disponible sigue un planteamiento del tipo “middleware-as-a-router”; en este caso son otros paquetes los que soportan la gestión del dispositivo, las reglas de negocio, la lógica del negocio y los procesos de negocio, para facilitar las acciones y la toma de decisiones basada en los datos RFID. 
Un middleware RFID verdaderamente completo debe ser capaz de transformar los datos de todo tipo de dispositivo AIDC (RFID, código de barras, GPS, satélite, sensores) y redirigirlos a aplicaciones o redes de cualquier tipo. La solución debe, de forma nativa, comprender y utilizar los datos en tiempo real y permitir la sucesiva generación de nuevas aplicaciones. El middleware RFID, de hecho, podría constituir una capa aplicativa común, entre las aplicaciones y el hardware que éstas soportan.[cita requerida]